# Мозырская гряда
Мозырская гряда (бел. Мазырская града) — региональное ледниковое образование на территории Мозырского Полесья. Она расположена в Мозырском районе Гомельской области Белоруссии, на правом берегу реки Припять.

## География
Простирается от северо-запада (около устья реки Птичь) на юго-восток до села Барбаров около 50 км. Ширина достигает от 3 до 14 км. Высота над уровнем моря 160—200 м, наибольшая высота — 221 м.
Днепровская гряда возникла благодаря Днепровскому оледенению. Днепровский ледник состоял из морены (супеси, суглинки, глины, песка, гравия и гальки), которая была покрыта водно-ледниковыми песками с редкой галькой и гравием (высотой до 10 м), на северном и северо-восточном склонах — лёссоподобными песчаниками (высотой до 11 м). Встречаются ледниковые дислокации из палеогеновых и неогеновых пород.
Гряда имеет вид слегка изогнутой в юго-западном направлении полосы, состоящей из небольших гряд и холмов. Северные и восточные склоны, обращенные к Припяти, крутые, обрывистые, их высота над уровнем воды достигает 50—70 м, западные и юго-западные склоны равнинные, постепенно сливаются с прилегающей водно-ледниковой равниной. Гряда сильно разделена (до 20-30 оврагов и оврагов на площади 1 км²). Рядом с Мозырем находятся овраги глубиной 40—60 м. На склонах развиты небольшие термокарстовые и суффозионные впадины.
Почвы преимущественно дерново-подзолистые. Лесной покров составляет около 36 %. Преобладают сосновые леса и дубовые рощи. Лесоразведение осуществляется на террасированных склонах. Под пахотной землей около 22 % территории. Здесь располагается ландшафтный заказник государственного значения «Мозырские овраги».